# Song Seung-heon
Song Seung-heon (coréen : 송승헌) est un acteur, chanteur et mannequin sud-coréen, né le 5 octobre 1976 à Suyuri, à Séoul.
Il a commencé sa carrière en 1995 mais est surtout connu grâce à la série télévisée Autumn in My Heart  (2000) dans laquelle il partage la vedette avec Song Hye Kyo et Won Bin. Ce succès lui vaut le statut de star dans l'Asie entière.
Il enchaîne depuis dans d'autres dramas tels que Summer Scent, East of Eden (série télévisée), My Princess, When a Man Falls in Love puis des films asiatiques à succès tels que He Was Cool, Ghost : In Your Arms Again, remake japonais du film americain Ghost (1990) qui l'a propulsé au Japon et The Third Way of Love, film chinois.
Il était en couple avec la chanteuse et actrice chinoise Liu Yifei, sa co-vedette dans le film romantique chinois qui a vu leur rencontre, The Third Way of Love mais ils se séparent en janvier 2018,.

## Filmographie

### Films
- 1999 : Calla : Kim Sun-woo
- 2002 : Make It Big de Cho Ui-seok : Seong-hwan
- 2002 : So Close : Yen
- 2004 : Bingwoo : Han Woo-sung
- 2004 : He Was Cool de Lee Hwan-kyung : Ji Eun-sung
- 2008 : Fate de Kim Hae-gon : Kim Woo-min
- 2010 : A Better Tomorrow : Lee Young-choon
- 2010 : Ghost: In Your Arms Again de Taro Otani : Kim Jun-ho
- 2014 : Obsessed de Kim Dae-woo : Colonel Kim Jin-pyeong
- 2015 : Wonderful Nightmare de Kang Hyo-jin : Kim Sung-hwan
- 2015 : The Third Way of Love de Lee Jae-han : Lin Qizheng
- 2017 : Man of Will de Lee Won-tae : Kang Hyung-sik
- 2018 : Les Sentinelles du Pacifique de Xiao Feng : An Ming Xun / An Ming He

### Séries télévisées
- 1996–1999 : Three Guys and Three Girls : Song Seung-heon
- 1997–1998 : You and I : Park Min-kyu
- 2000 : Autumn in My Heart : Yoon Joon-suh
- 2003 : Summer Scent : Yoo Min-Woo
- 2008 : East of Eden : Lee Dong-chul
- 2011 : My Princess : Park Hae-young
- 2013 : When a Man Falls in Love : Han Tae-sang
- 2017 : Black : Inspecteur Han Moo-gang / Black
- 2021 : Voice : Derek Jo (saison 4)
- 2023 : Black Knight (택배기사) : Ryu Seok, fils du patron de la compagnie Cheonmyeong